# Episodi di Powers (prima stagione)
La prima stagione di Powers è stata trasmessa dal 10 marzo 2015 al 28 aprile negli USA.
In Italia l'intera stagione è stata resa disponibile su Infinity il 20 maggio 2016.
| nº | Titolo originale                     | Titolo italiano          | Prima TV USA   | Pubblicazione Italia |
| -- | ------------------------------------ | ------------------------ | -------------- | -------------------- |
| 1  | Pilot                                | Un nuovo caso per Walker | 10 marzo 2015  | 20 maggio 2016       |
| 2  | Like a Power                         | Essere un Power          | 10 marzo 2015  | 20 maggio 2016       |
| 3  | Mickey Rooney Cries No More          | Il volto del potere      | 10 marzo 2015  | 20 maggio 2016       |
| 4  | Devil in a Garbage Bag               | Caccia grossa            | 17 marzo 2015  | 20 maggio 2016       |
| 5  | Paint It Black                       | Dipingilo di nero        | 24 marzo 2015  | 20 maggio 2016       |
| 6  | The Raconteur of the Funeral Circuit | Commemorazione           | 31 marzo 2015  | 20 maggio 2016       |
| 7  | You Are Not It                       | Tu non sei così          | 7 aprile 2015  | 20 maggio 2016       |
| 8  | Aha Shake Heartbreak                 | L'accordo                | 14 aprile 2015 | 20 maggio 2016       |
| 9  | Level 13                             | Livello 13               | 21 aprile 2015 | 20 maggio 2016       |
| 10 | F@#K the Big Chiller                 | L'epilogo                | 28 aprile 2015 | 20 maggio 2016       |